# Ashlee + Evan
Ashlee + Evan — американський R&B дует, з Лос-Анджелеса, створений у 2018 році.
Дует складається з одружених музикантів Ешлі Сімпсон і Евана Росса.
Вони випустили свій дебютний сингл «I Do» 7 вересня 2018 року, за два дні до прем'єри однойменного реаліті-шоу.
12 жовтня 2018 року дует Ashlee + Evan випустив однойменний мініальбом на лейблі Access Records. На підтримку мініальбому гурт здійснив тур вибраними містами Північної Америки в січні 2019 року.

## Дискографія
| Назва пісні  | Рік  | Альбом            |
| ------------ | ---- | ----------------- |
| «I Do»       | 2018 | Ashlee + Evan     |
| «Paris»      | 2018 | Ashlee + Evan     |
| «Safe Zone»  | 2018 | Ashlee + Evan     |
| «Tonic»      | 2018 | Ashlee + Evan     |
| «I Want You» | 2018 | Ashlee + Evan     |
| «Home»       | 2018 | Ashlee + Evan     |
| «Phases»     | 2019 | Сингл без альбому |